# Carol Shields
Carol Shields; geborene Warner, CC, OM, FRSC (* 2. Juni 1935 in Oak Park, Illinois; † 16. Juli 2003 in Victoria, British Columbia) war eine kanadische Schriftstellerin und Dichterin.

## Leben
Carol Shields machte 1957 ihren Bachelorabschluss am Hanover College, Indiana (USA), in englischer Philologie. 1957 heiratete sie Donald Hugh Shields, Ingenieur und später Professor, mit dem sie in dessen Heimat Kanada auswanderte.
Nachdem sie einen Kurs in kreativem Schreiben an der University of Toronto absolviert hatte, gewann sie 1965 einen von der Canadian Broadcasting Corporation geförderten Schreibwettbewerb. Sie wurde 1971 kanadische Staatsbürgerin, machte ihren Master-Abschluss mit einer Abschlussarbeit über Susanna Moodie an der Universität Ottawa, wo sie Professorin wurde. Sie lehrte auch an der University of British Columbia, und der University of Manitoba, an der sie 1996 Universitätskanzlerin wurde. Shields wurde 1998 zum Officer of the Order of Canada, 2002 zum Companion of the Order of Canada ernannt.
Der Lieutenant Governor’s Award for Literary Excellence erfuhr seine erste Entwicklung im Frühjahr 2002 dank ihrer Initiative. Angeführt von der erfahrenen Autorin traf sich eine Gruppe von renommierten Schriftstellern British Columbias mit der damaligen Provinzgouverneurin British Columbias (Lieutenant Governor of British Columbia), Iona Campagnolo, um einen speziellen provinziellen Literaturpreis ins Leben zu rufen. Aus diesem Zusammentreffen resultierte die Einrichtung des Lieutenant Governor’s Award for Literary Excellence, der wie alle anderen sieben Literaturpreise der BC Book Prizes seit 2004 im April eines Jahres vergeben wird.

## Werk
Für ihren Debütroman Small Ceremonies erhielt Shields 1977 den Preis der Canadian Authors Association. Ihr 1988 mit dem Arthur Ellis Award ausgezeichnete Kriminalroman Mary Swann wurde 1996 von Anna Benson Gyles verfilmt. 1993 erschien ihr Roman The Stone Diaries, der 1995 mit dem Pulitzer-Preis und im Erscheinungsjahr mit dem Governor General’s Award for Fiction als bester Roman ausgezeichnet wurde. 1990 folgte für ihr Gesamtwerk der Marian Engel Award. 2003 erhielt sie für Unless den Ethel Wilson Fiction Prize.
Carol Shields Werk zeichnet sich durch das Aufspüren interessanter Details im Leben einfacher Leute und in deren Beziehungen zueinander aus. Ein Hauptthema Shields, etwa in Small Ceremonies und The Box Garden, sind Frauenfreundschaften und die moralische und intellektuelle Innenwelt von Frauen, insbesondere von Künstlerinnen. Shields widmete sich wiederholt dem Thema Ehe. Happenstance und A Fairly Conventional Woman wird wechselnd aus der Perspektive beider Eheleute erzählt.

## Werke
- Susanna Moodie: voice and vision (1972)
- Jane Austen. (Biographie, 2001)

Kurzgeschichtenbände
- Various Miracles. (1986)
  - daraus, Übers. Ursula Flitner: Mrs. Turner beim Rasenmähen, in Frauen in Kanada. Erzählungen und Gedichte. dtv, München 1993, S. 206–219 (aus: Various Miracles, Stoddart General Publ., 1985)
- The Orange Fish. (1989)
- Dressing Up for the Carnival. (2000)
- The Collected Stories. (2004)

als Co-Autorin
- mit David Helwig, Sandra Martin, Frances Itani, Carol Shields, Gwendolyn MacEwen, David Lewis Stein, Tom Marshall, Bonnie Burnard, Elizabeth Spencer, Nora Keeling; Héléne Holden; Robin Mathews; Audrey Callahan Thomas; Mavis Gallant: 84 best Canadian stories. Hrsg. von David Helwig, Sandra Martin. Oberon Press, Ottawa 1984 ISBN 0-88750-545-7

Romane
- Small ceremonies. (1976) Nominiert beim Amazon.ca First Novel Award
- The box garden. (1977)
  - Übers. Minea Bauer: Sie und er – er und sie : der Roman einer ganz normalen Ehe. Goldmann, 1991 (Happenstance, The husband’s story; the wife’s Story, 1980)
- A fairly conventional woman. (1982)
  - Übers. Margarete Längsfeld: Mary Swann. Orlanda, 1993; TB Piper, 1995 (Swann: a mystery, 1987)
- A celibate Season. (1991, mit Blanche Howard)
- Übers. Elfi Hartenstein: Die süße Tyrannei der Liebe. Goldmann, 1993 (The Republic of Love, 1992)
- Übers. Margarete Längsfeld: Das Tagebuch der Daisy Goodwill. Piper, München 1995 u.ö. (The Stone diaries, 1993)
- Übers. Margarete Längsfeld: Alles über Larry. Piper, München 1999 (Larry’s Party, 1998)
- Übers. Margarete Längsfeld: Die Geschichte der Reta Winters. Piper, 2005 (Unless, 2002)

Lyrikbände
- Others. (1972)
- Intersect. (1974)
- Coming to Canada. (1992)

Dramen
- Departures and arrivals. (1990; Uraufführung in Manitoba 1984)
- Fashion, power, guilt. (1995, mit Catherine Shields, ihrer Tochter)
- Thirteen Hands. (1993; Uraufführung 1993 im Winnipeg Prairie Theatre Exchange)